# Estrato córneo

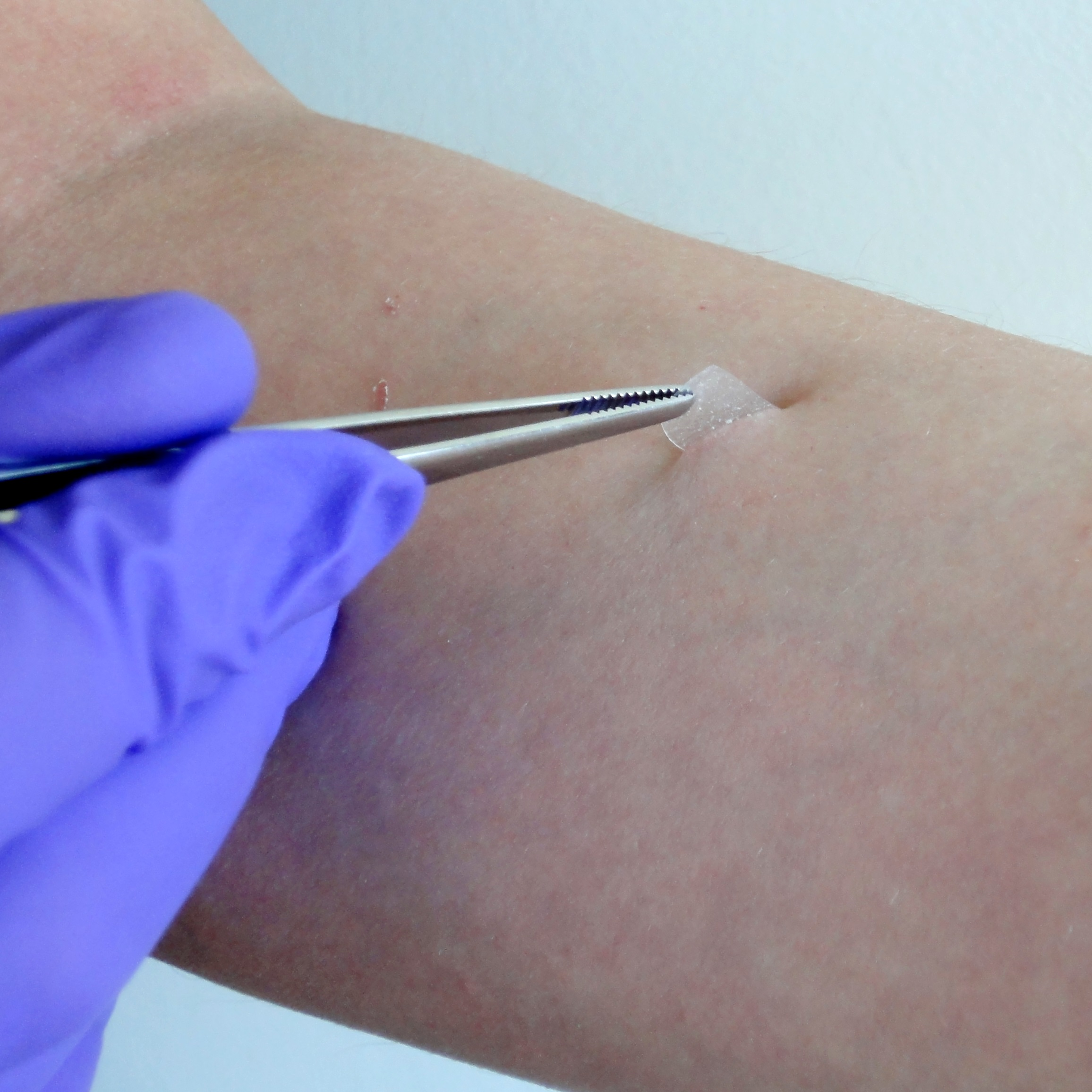
Muestreo de estrato córneo humano utilizando un método de pelado de cinta

La capa córnea o estrato córneo (del latín: stratum corneum) es la capa más externa de la epidermis. En el ser humano, comprende varios niveles de corneocitos aplanados que se dividen en dos capas: el «estrato disyuntivo» y el «estrato compacto». El manto ácido protector de la piel y la barrera lipídica se asientan sobre el estrato disyuntivo. El estrato disyuntivo es la capa superior y más suelta de la piel. El estrato compacto es la parte comparativamente más profunda, más compactada y más cohesiva del estrato córneo. Los corneocitos del estrato disyuntivo son más grandes, más rígidos y más hidrofóbicos que los del estrato compacto.
El estrato córneo es el tejido muerto que realiza funciones fisiológicas, protectoras y adaptativas que incluyen cizallamiento mecánico, resistencia al impacto, flujo de agua y regulación de la hidratación, proliferación microbiana y regulación de la invasión, inicio de la inflamación a través de la activación de citocinas y la actividad de las células dendríticas, y permeabilidad selectiva para excluir toxinas., irritantes y alérgenos. Esta capa se compone de 15 a 20 capas de células aplanadas sin núcleos ni orgánulos celulares. Su citoplasma muestra queratina filamentosa. Estos corneocitos están incrustados en una matriz lipídica compuesta de ceramidas, colesterol y ácidos grasos.
Funciona para formar una barrera para proteger el tejido subyacente de infecciones, deshidratación, químicos y estrés mecánico. La descamación, el proceso de desprendimiento de células superficiales de la capa córnea, equilibra la proliferación de queratinocitos que se forman en el estrato basal. Estas células migran a través de la epidermis hacia la superficie en un viaje que dura aproximadamente catorce días.

## Función
Durante la cornificación, el proceso mediante el cual los queratinocitos vivos se transforman en corneocitos no vivos, la membrana celular se reemplaza por una capa de ceramidas que se unen covalentemente a una envoltura de proteínas estructurales (la envoltura cornificada). Este complejo rodea las células del «estrato córneo» y contribuye a la función de barrera de la piel. Los corneodesmosomas ( desmosomas modificados) facilitan la adhesión celular al unir las células adyacentes dentro de esta capa epidérmica. Estos complejos son degradados por proteasas, lo que eventualmente permite que las células se desprendan en la superficie. La descamación y la formación de la envoltura cornificada son necesarias para el mantenimiento de la homeostasis de la piel. La falta de regulación correcta de estos procesos conduce al desarrollo de trastornos de la piel.
Las células del estrato córneo contienen una densa red de queratina, una proteína que ayuda a mantener la piel hidratada al evitar la evaporación del agua. Estas células también pueden absorber agua, ayudando aún más en la hidratación. Además, esta capa es responsable de las propiedades elásticas de la piel. Un débil enlace de proteína glútea hace que la piel vuelva a su forma natural.
El grosor de la capa córnea varía en todo el cuerpo. En las palmas de las manos y las plantas de los pies (a veces rodillas, codos, nudillos) esta capa es estabilizada y construida por el estrato lúcido (fase clara) que permite que las células concentren la queratina y las endurezcan antes de que se elevan a un estrato córneo típicamente más grueso y más cohesivo. El estrés mecánico de la fuerte tensión estructural provoca esta fase stratum lucidum en estas regiones que requieren protección adicional para agarrar objetos, resistir la abrasión o el impacto y evitar lesiones. En general, la capa córnea contiene de 15 a 20 capas de corneocitos y cuenta con un espesor entre 10 y 40 μm.
En los reptiles, la capa córnea es permanente y se reemplaza solo durante las épocas de rápido crecimiento, en un proceso llamado ecdisis o muda. Esto lo confiere la presencia de beta-queratina, que proporciona una capa de piel mucho más rígida.
En el antebrazo humano se desprenden unas 1300 células por cm2 por hora. El estrato córneo protege las estructuras internas del cuerpo de lesiones externas e invasión bacteriana.

## Enfermedad de la piel

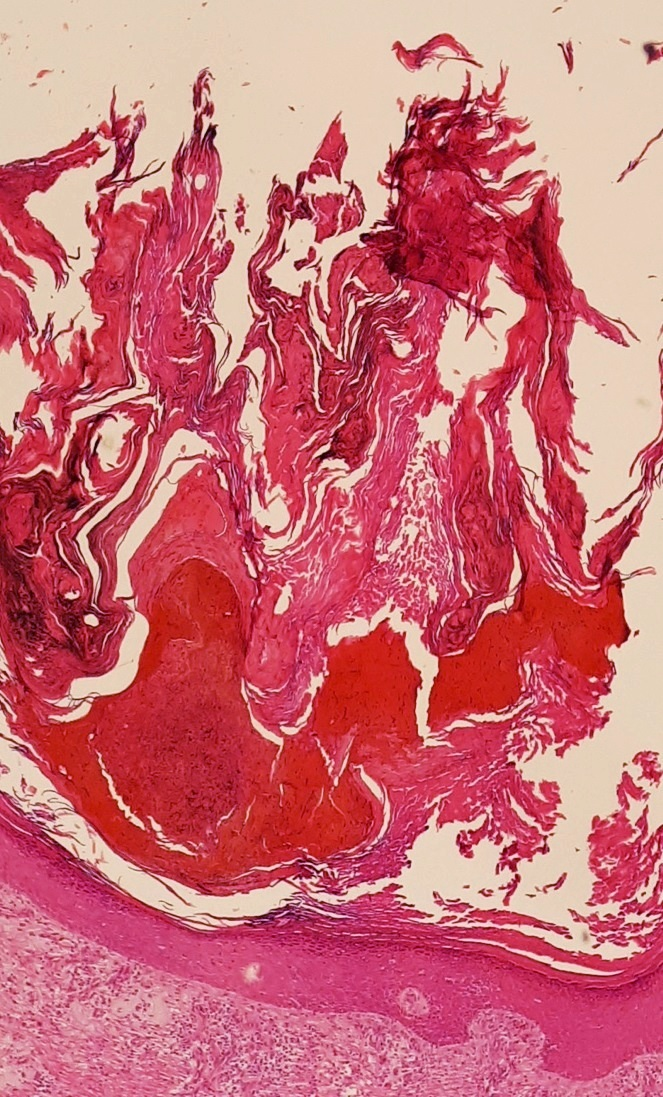
Micrografía que muestra hiperqueratosis prominente en piel sin atipia. Tinción H&E.

La incapacidad para mantener correctamente la función de barrera de la piel debido a la desregulación de los componentes epidérmicos puede provocar trastornos de la piel. Por ejemplo, la falta de modulación de la actividad de las calicreínas a través de la alteración del inhibidor de la proteasa LEKTI provoca el trastorno debilitante síndrome de Netherton.
La hiperqueratosis es un aumento del grosor del estrato córneo y es un hallazgo inespecífico que se observa en muchas afecciones de la piel.